# Михайлівка (Володимирський район)
Миха́йлівка — село в Україні, у Затурцівській сільській громаді Володимирського району Волинської області. Населення становить 227 осіб.

## Географія
Селом протікає річка Війниця.

## Історія
У 1906 році село Хорівської волості Володимир-Волинського повіту Волинської губернії. Відстань від повітового міста 32 верст, від волості 10. Дворів 10, мешканців 67.
Після війни Інститут Яд Вашем удостоїв звання Праведників народів світу мешканців села Юліана та Юлію Стемпоровських, їхню родичку Леокадію Шалінську та Степана Сороку.
З 20 червня 2018 року у складі Війницької сільської об'єднаної територіальної громади.
Після ліквідації Локачинського району 19 липня 2020 року село увійшло до Володимир-Волинського району.

## Населення
Згідно з переписом УРСР 1989 року чисельність наявного населення села становила 229 осіб, з яких 102 чоловіки та 127 жінок.
За переписом населення України 2001 року в селі мешкало 225 осіб. 100 % населення вказало своєю рідною мовою українську мову.